# 12球団合同トライアウト
12球団合同トライアウト（12きゅうだんごうどうトライアウト）は、日本野球機構（日本プロ野球）に属する全12球団が合同で行う自由契約選手を対象としたトライアウト。2001年に開始された。

## 創設の経緯
日本においては球団が保有する選手との契約を次年度も希望する場合、11月末日までに日本野球機構に契約保留選手として提出する必要があり、この名簿が12月の最初の平日に公示される。言い換えると、翌シーズンに契約を結ばない選手や現役引退を発表した選手は、この名簿を外れる日をもって正式に戦力外選手として公示されることとなる。
ただ、実際には各球団は12月に入る前に戦力外通告を行う事が慣例化しており、さらにそのタイミングは球団側に任されるため、例えば日本シリーズに出場した球団の戦力外通告が遅れる傾向にあり、そのため戦力外通告を受けた選手が他球団の入団テストを受けようとしても、既に他球団独自の入団テストや戦力編成が終了している、あるいは先に戦力外通告を受けた選手が既にテスト合格してしまっていた等の問題が発生した。
そこで日本プロ野球選手会は、2001年に戦力外選手の機会均等を求めて球団側と協議し、その解決策としてこれまで各球団毎に行っていた入団テストとは別に12球団合同のトライアウトの実施とそれ以前に戦力外通告を行うことを認めさせた。しかしながらこの合意内容にはトライアウト以外の入団テストは認めないというものではなかったため、当該年から既にトライアウト前に個別に入団テストを実施する球団も多く、形骸化していった。
2004年に起こったプロ野球再編問題において、選手会側はこの問題にも触れ、結果としてこの年はトライアウト実施前に各球団が独自の入団テストを行わないことを申し合わせた。ただし、選手会と球団側との妥結事項としてはこの問題は盛り込まれておらず、翌年以降も入団テストとは銘打たないもののトライアウト前に秋季キャンプに練習参加させるなどの実質上のテストが行われている例がなくなってはいない。またトライアウトのみで合否判断が下されず、その後に球団個別のテストを経て契約されることも多い。トライアウト以前のテストを制限する問題に関しては自由契約となった選手への自由競争問題にも関連しており、今後も合同トライアウトが選手再雇用の場として機能するかは未知数である。
なお、合同トライアウトの副次的効果として、日本のプロ野球球団以外の野球関係者も参加するようになり、社会人野球チームや台湾、MLBなど海外球団との契約が決まる選手も現れている。また、K-1や日本競輪学校、大相撲の峰崎部屋など、プロ野球選手としての身体能力の高さに着目した他種目の関係者、さらにはセカンドキャリアとしての人材目当ての一般企業までもが勧誘に訪れる。選手の方もNPB以外の野球チームからの勧誘も期待した上でトライアウトを受ける場合がある。
一般のファンもスタンドから見学できるが、雨天などで室内練習場で行われる場合は非公開となる。

## テスト方式
2015年以降は1回限りの実施となった。シート打撃方式（試合同様に守備されてバッティングする）で行われ、投手は1人につき打者3人に対して、打者は1人につき投手7人と対戦。カウント0-0から行われた。
2014年までは、戦力外通告を受ける選手が全国に散らばって存在することも考慮され、更に12球団が持ち回りで開催しているという運営形態が採られている関係もあって、例年東西1箇所ずつ2箇所でトライアウトが行われていた（2006年は球界再編問題の余波もあって例外的に仙台と千葉）。このため、1回目のトライアウトで合格にならなかった選手であっても2回目のトライアウトに参加できた。雨天等の場合は当日中に室内練習場で行っていた。この場合、打球がヒットになるかもはっきりとは判断できず、守備・走塁の機会が無くなるため、それらを売りにする選手にとっては見せ場が減ってしまう。初めは球場で行っていたが、途中から天候が悪くなり室内練習場で行うこともあった。
ルールは厳密に決められておらず、時間の都合上カウント1-1からスタートしたり3アウト制ではなかったりするなど様々であり、塁審もつかない場合がほとんどである。公式記録員がつかないため、安打かエラーかを判定することはできず、塁審がいないため、一塁到達が際どい場面でも、セーフかアウトかは分からない。走者としての能力を見たかったり、セットポジションでの投球を見たい関係者の要請があれば、打者が凡退しても走者に残ったりする。また、トライアウト受験者が守備側につくが、人数が足りない場合は球団スタッフが守備についたりもする。前所属球団で野手として登録されていた選手が投手として参加することや、投手登録の選手が打撃のテストだけ受験することや、1人の選手が投球・打撃の両方でテストを受けること（2019年参加の山川晃司など）も認められている。
なお、2019年からは参加規定を変更。同一選手による参加の回数に上限（最大2回）が設けられた。

## 再契約までの実態
参加した選手に興味を示した球団は、トライアウト終了後一定期間以内に、翌年の契約や入団テストへの招致を当該選手に電話で通知している。NPBの球団では、2018年まで開催日から1週間以内に通知していたが、2019年には通知期間を5日以内に短縮している。ただし、年末に所属球団との再契約へ至る場合や、翌年初頭や春季キャンプ中の入団テストを経て獲得する場合もある。
上述の通り、トライアウト開催前に獲得希望球団が現れる選手もおり、トライアウトが本来の目的通り「選手再雇用の場」として必ずしも機能しているわけではない。2006年の場合、日本ハムを解雇された横山道哉（投手）に対し、古巣である横浜ベイスターズがトライアウトを待たず来季契約に向け本格的に接触との報道が流れ、オーナーや選手会をも巻き込み物議を醸した。2023年現在はトライアウト前日から接触が解禁されており、トライアウト不参加となるケースも見られる。なお、選手との正式な契約はトライアウトの実施日翌日からとなる。
また、トライアウトが「解雇された選手のお披露目」ではなく「最終テスト」という側面や、球団側とのコネクションがないと合格できない側面があることを元現役選手が明かしている（一般的な就職活動でいうところの最終面接、役員面接に近い）。その証言によれば、戦力外通告は夏頃からリストアップされ、他の友好のある球団に耳打ちをし、相手球団側から該当選手を2軍戦に出すよう要請される。そこで好感触を得れば、戦力外通告を受けた際、トライアウトに出てみないかという誘いを受けるという半ば出来レースのような側面もある。
里崎智也は「トライアウトは『怪我をしていないか』『元気か』とチェックするための最終面接であり、トライアウトでの成績は（再契約を獲得できるかに）関係ない」と証言しつつも、2020年のトライアウトに関しては「コロナの影響で自軍以外の試合を見る機会がなかなか無かったので、例年よりもトライアウトの成績を重視するかも分からない(2020年度トライアウト開始前時点の意見)」と解説している。また里崎は「ある程度実績のある戦力外通告を受けた選手がトライアウトを受けないのはなぜか?」という質問に対し、「ある程度実績のある選手は改めてトライアウトを受けなくとも1シーズンの間に編成担当に既に実力を見せているから」と回答している。
2024年シーズン終了後には上原浩治が同年11月17日の『サンデーモーニング』で「スカウトが見てるというのであれば、シーズンの1年間で、二軍でやってる選手はアピールはできる場所はあると思う」と主張し、スカウトへのアピールの場としての存在意義には否定的な立場を取った。
各球団はトレードに対応するために「プロスカウト」と呼ばれる人間を置いており、一軍、二軍、三軍や独立リーグまで視察し把握している。実戦データはすでに多く出揃っているため、わざわざ戦力外選手同士による少ないデータに左右されることはないのである。実際に2023年に戦力外になった選手（外国人選手以外）で2023年内にNPB球団と再契約できた選手（元の所属球団との育成契約は除く）は10人を越えたが、うちトライアウト受験者は2名のみであった。
一方、トライアウトに参加する選手の中には、初めから再契約を目指さず「心の整理」「引退試合」と区切りの場にする選手もいる。またトライアウトにはNPB以外の独立リーグや社会人野球の関係者も視察に訪れておりそちらに活躍の場を移すものも少なくない。中には藤井皓哉のようにトライアウトから独立リーグを経てNPBへの復帰を果たしたものもいる。
こうした現状の契約状況などを勘案し、2024年8月にNPBは、トライアウトの結果だけで各球団が選手の獲得を決定することはほとんどなくなっていることから一定の役割を終えたとして、来年以降の開催を見合わせたいとする考えを日本プロ野球選手会に通達しており、現行の合同トライアウト形式での実施は2024年が最後とみられている。これを受けて選手会では独立リーグや社会人野球などへのNPB以外へのセカンドキャリア斡旋を目的としたトライアウトを開催することも検討している。

## 運営面

### 運営について
前述通り、当行事はプロ野球選手会からの要望を受けて2001年（平成13年）に開始したものである。創設以来、2014年（平成26年）迄は2度実施されていたが、翌2015年（平成27年）以降は1度限りの実施となっている。
当行事の実際の運営は、先記でも触れている通り、12球団の持ち回り制が採られており、当年の担当球団が運営をサポートするスタッフを用意したり、警備費や用具代、弁当代などの必要経費を負担することになっている。
会場は、創設以来、当年の担当球団がテリトリーとしている野球場が充てられてきていたが、2013年（平成25年）からの3年間は、静岡市が当時推進していた「プロ野球地元球団創設構想」の一環として当行事を誘致していたこともあり、同市内に所在する静岡草薙球場が会場として充当された。
2016年（平成28年）以降は創設以来の運営・会場充当形態に戻されているが、3年間にわたる静岡草薙球場での当行事催行からその翌年に創設以来の会場充当形態に戻した理由として、当時選手会事務局長を務めていた森忠仁は、雨天となった場合の使用施設との兼ね合いや、プロ野球の実際の試合環境に近い常設マウンド上でプレイさせるのが良策であること、を挙げている。
ところで、草薙開催となった3年間の運営面について触れると、草薙球場開催分の運営主体は、当行事を誘致した静岡市と静岡県、それにプロ野球を統括する日本野球機構が合同で組織する「日本プロ野球12球団合同トライアウトin静岡実行委員会」が担っていたが、そこに、草薙開催前年までと同様、プロ野球を構成する1球団も持ち回りで参加していた。1年目の2013年（平成25年）は中日ドラゴンズが、2年目の2014年（平成26年）には読売ジャイアンツが、3年目の2015年（平成27年）には横浜DeNAベイスターズが、各々当番球団として参加した。
また、草薙開催2年目までは年2回開催となっていたため、当年2回目は当番参加球団が担当球団となって自らがテリトリーとしている施設を会場に定めて開催した。

### 現況
戦力外通告を受けた選手を追いかけるテレビ番組（TBSテレビ系「プロ野球戦力外通告・クビを宣告された男達」）の放送がきっかけで、当行事に対する関心は、野球ファンを中心に年々高まっている。2017年からはフジテレビONEがトライアウトの生中継、2021年からはParaviで中継動画のライブ配信を実施している（いずれも原則として有料）。
草薙開催の前年である2012年（平成24年）までは球界関係者向けの”内覧会”的要素が強かった当行事であったが、その草薙開催前年に内野スタンドを改装した草薙球場で迎えた2013年の当行事では、その改装された内野スタンドを全面無料開放、約1万人もの観衆が詰めかけた。その後、草薙開催2年目の2014年（平成26年）には約5,000人、そして同3年目の2015年（平成27年）には約5,200人もの観客を各々動員している。
創設以来の会場充当形態が復活した2016年には、阪神タイガースが運営を担当。本拠地の阪神甲子園球場を会場に充てたところ、観客動員数が創設後最多の12,000人にまで達した。広島東洋カープが運営を担当した2017年（平成29年）には、本拠地のMAZDA Zoom-Zoom スタジアム広島で当行事を催行した結果、およそ5,000人もの観衆が詰めかけている。
福岡ソフトバンクホークスが運営を担当した2018年（平成30年）には、二軍本拠地のタマホームスタジアム筑後（福岡県筑後市）を会場に使用。常設の座席総数が3,113席に限られているため、一部の座席（1,500席）に料金を設定した。観客席の有料化は創設以来初めてで、観客の混雑を緩和するための措置であったが、ソフトバンク球団の担当者は「『お金を払っているお客様の前でプレーを披露する』というプロとしての自覚を、受験者には最後まで持ってもらいたい」とも語っていた。なお、有料席の観客には「受験者メンバー表」と「（会場掲示用の）メッセージカード」を全員に配布。NPBの球団を問わず公式ファンクラブの有料会員が有料席のチケットを購入する場合には、加入しているファンクラブの会員証を当日にスタジアムの受付で提示することを条件に、当該チケットに割引価格を適用していた。
オリックス・バファローズが運営を担当した2019年（令和元年）には、二軍本拠地の1つである大阪シティ信金スタジアム（大阪市此花区）を会場に使用したうえで、観客席の完全無料開放を復活させていた。その一方で、新型コロナウイルス感染症が日本国内で流行している2020年（明治神宮野球場）と2021年（メットライフドーム）には、感染拡大防止の観点から非公開で実施された。
東北楽天ゴールデンイーグルスが運営を担当した2022年（令和4年）には、本拠地の楽天生命パークを会場に使用したうえで、一般への公開を3年振りに復活。ただし、観戦が可能なエリアをネット裏の上段席と三塁側内野席に限ることや、当行事としては初めての全席有料化に踏み切った。チケット料金は全席均一（消費税を含めて1席当たり500円）で、前述した2018年開催分と違って、NPB球団の公式ファンクラブ会員に対する料金割引措置を設定していなかった。

## 開催実績
| 年     | 月日     | 開催球場                                                    | 運営担当                                                                   |
| ------ | -------- | ----------------------------------------------------------- | -------------------------------------------------------------------------- |
| 2001年 | 10月30日 | ナゴヤ球場                                                  | 中日ドラゴンズ(1)                                                          |
| 2001年 | 11月26日 | 読売ジャイアンツ球場                                        | 読売ジャイアンツ (1)                                                       |
| 2002年 | 11月6日  | 横須賀スタジアム                                            | 横浜ベイスターズ(1)                                                        |
| 2002年 | 11月26日 | 阪神甲子園球場                                              | 阪神タイガース(1)                                                          |
| 2003年 | 11月5日  | 広島市民球場                                                | 広島東洋カープ(1)                                                          |
| 2003年 | 11月21日 | 明治神宮野球場                                              | 東京ヤクルトスワローズ(1)                                                  |
| 2004年 | 11月9日  | 西武ドーム                                                  | 埼玉西武ライオンズ(1)                                                      |
| 2004年 | 11月24日 | 雁の巣球場                                                  | 福岡ソフトバンクホークス(1)                                                |
| 2005年 | 11月7日  | ファイターズ鎌ケ谷スタジアム                                | 北海道日本ハムファイターズ(1)                                              |
| 2005年 | 11月25日 | 神戸総合運動公園サブ球場                                    | オリックス・バファローズ(1)                                                |
| 2006年 | 11月6日  | 宮城球場 （フルキャストスタジアム宮城）                     | 東北楽天ゴールデンイーグルス(1)                                            |
| 2006年 | 11月27日 | 千葉マリンスタジアム                                        | 千葉ロッテマリーンズ(1)                                                    |
| 2007年 | 11月7日  | 読売ジャイアンツ球場                                        | 読売ジャイアンツ (2)                                                       |
| 2007年 | 11月27日 | ナゴヤ球場                                                  | 中日ドラゴンズ(2)                                                          |
| 2008年 | 11月11日 | 横浜ベイスターズ総合練習場                                  | 横浜DeNAベイスターズ(2)                                                    |
| 2008年 | 11月26日 | 広島市民球場                                                | 広島東洋カープ(2)                                                          |
| 2009年 | 11月11日 | 阪神甲子園球場                                              | 阪神タイガース(2)                                                          |
| 2009年 | 11月25日 | 明治神宮野球場                                              | 東京ヤクルトスワローズ(2)                                                  |
| 2010年 | 11月10日 | 西武ドーム                                                  | 埼玉西武ライオンズ(2)                                                      |
| 2010年 | 11月24日 | 福岡ドーム （福岡 Yahoo! JAPANドーム）                      | 福岡ソフトバンクホークス(2)                                                |
| 2011年 | 11月24日 | 神戸総合運動公園野球場 （ほっともっとフィールド神戸）       | オリックス・バファローズ(2)                                                |
| 2011年 | 12月5日  | 千葉マリンスタジアム （QVCマリンフィールド）                | 千葉ロッテマリーンズ(2)                                                    |
| 2012年 | 11月9日  | 宮城球場 （日本製紙クリネックススタジアム宮城）             | 東北楽天ゴールデンイーグルス(2)                                            |
| 2012年 | 11月21日 | ファイターズスタジアム                                      | 北海道日本ハムファイターズ(2)                                              |
| 2013年 | 11月10日 | 静岡県草薙総合運動場硬式野球場                              | 日本プロ野球12球団合同トライアウトin静岡実行委員会 中日ドラゴンズ (3)      |
| 2013年 | 11月22日 | ナゴヤ球場                                                  | 中日ドラゴンズ(4)                                                          |
| 2014年 | 11月9日  | 静岡県草薙総合運動場硬式野球場                              | 日本プロ野球12球団合同トライアウトin静岡実行委員会 読売ジャイアンツ (3)    |
| 2014年 | 11月20日 | 読売ジャイアンツ球場                                        | 読売ジャイアンツ(4)                                                        |
| 2015年 | 11月10日 | 静岡県草薙総合運動場硬式野球場                              | 日本プロ野球12球団合同トライアウトin静岡実行委員会 横浜DeNAベイスターズ(3) |
| 2016年 | 11月12日 | 阪神甲子園球場                                              | 阪神タイガース(3)                                                          |
| 2017年 | 11月15日 | 広島市民球場 （MAZDA Zoom-Zoom スタジアム広島）             | 広島東洋カープ(3)                                                          |
| 2018年 | 11月13日 | HAWKSベースボールパーク筑後 （タマホームスタジアム筑後）    | 福岡ソフトバンクホークス(3)                                                |
| 2019年 | 11月12日 | 舞洲ベースボールスタジアム （大阪シティ信用金庫スタジアム） | オリックス・バファローズ(3)                                                |
| 2020年 | 12月7日  | 明治神宮野球場                                              | 東京ヤクルトスワローズ(3)                                                  |
| 2021年 | 12月8日  | 西武ドーム （メットライフドーム）                           | 埼玉西武ライオンズ(3)                                                      |
| 2022年 | 11月8日  | 宮城球場 （楽天生命パーク宮城）                             | 東北楽天ゴールデンイーグルス(3)                                            |
| 2023年 | 11月15日 | ファイターズ鎌ケ谷スタジアム                                | 北海道日本ハムファイターズ(3)                                              |
| 2024年 | 11月14日 | 千葉マリンスタジアム （ZOZOマリンスタジアム）               | 千葉ロッテマリーンズ(3)                                                    |

## 合格者一覧
| 年     | 選手名             | 年齢 | 旧所属球団   | 新所属球団   | 備考                    |
| ------ | ------------------ | ---- | ------------ | ------------ | ----------------------- |
| 2001年 | 吉田好太           | 23   | 近鉄         | 横浜         |                         |
| 2004年 | 宇野雅美           | 26   | リースキン   | ヤクルト     | 社会人野球から移籍      |
| 2004年 | 富岡久貴           | 31   | 横浜         | 西武         |                         |
| 2004年 | 三澤興一           | 30   | 巨人         | ヤクルト     |                         |
| 2004年 | 河本育之           | 37   | 日ハム       | 楽天         |                         |
| 2004年 | 井出竜也           | 33   | 巨人         | ダイエー     |                         |
| 2004年 | 野村克則           | 31   | 巨人         | 楽天         |                         |
| 2004年 | 林孝哉             | 31   | 日ハム       | ロッテ       |                         |
| 2004年 | 福井敬治           | 28   | 巨人         | 広島         |                         |
| 2004年 | 代田建紀           | 30   | ロッテ       | ロッテ       | 再契約                  |
| 2005年 | 小倉恒             | 35   | 楽天         | 楽天         | 再契約                  |
| 2005年 | 田中瑞季           | 25   | ロッテ       | ソフトバンク |                         |
| 2006年 | 遠藤政隆           | 34   | 中日         | ヤクルト     |                         |
| 2006年 | 横山道哉           | 28   | 日ハム       | 横浜         |                         |
| 2006年 | 定岡卓摩           | 20   | ソフトバンク | ロッテ       |                         |
| 2007年 | 石川賢             | 26   | 中日         | 楽天         |                         |
| 2007年 | 谷中真二           | 34   | 楽天         | 西武         |                         |
| 2007年 | 萩原淳             | 34   | 日ハム       | ヤクルト     |                         |
| 2007年 | 小関竜也           | 31   | 巨人         | 横浜         |                         |
| 2007年 | 斉藤宜之           | 31   | 巨人         | ヤクルト     |                         |
| 2007年 | 斉藤秀光           | 32   | ソフトバンク | 横浜         |                         |
| 2007年 | 三浦貴             | 29   | 巨人         | 西武         |                         |
| 2008年 | ユウキ（田中祐貴） | 29   | オリックス   | ヤクルト     | 育成                    |
| 2008年 | 大西正樹           | 21   | ソフトバンク | ソフトバンク | 育成再契約              |
| 2008年 | 中村泰広           | 30   | 日ハム       | 阪神         | 育成                    |
| 2008年 | 加藤康介           | 30   | オリックス   | 横浜         |                         |
| 2008年 | 森岡良介           | 24   | 中日         | ヤクルト     |                         |
| 2008年 | 吉本亮             | 28   | ソフトバンク | ヤクルト     |                         |
| 2009年 | 西谷尚徳           | 27   | 楽天         | 阪神         | 育成                    |
| 2009年 | 山田秋親           | 31   | 福岡         | ロッテ       | 独立リーグから移籍      |
| 2010年 | 小林雅英           | 36   | 巨人         | オリックス   |                         |
| 2010年 | 多田野数人         | 30   | 日ハム       | 日ハム       | 再契約                  |
| 2010年 | 荒川雄太           | 23   | ソフトバンク | 西武         |                         |
| 2010年 | 大城祐二           | 25   | 阪神         | ソフトバンク | 育成                    |
| 2010年 | 大西宏明           | 25   | 横浜         | ソフトバンク | 育成                    |
| 2011年 | 阿部健太           | 27   | 阪神         | ヤクルト     |                         |
| 2011年 | 木下達生           | 24   | 中日         | ヤクルト     |                         |
| 2011年 | 加藤大輔           | 31   | オリックス   | 楽天         |                         |
| 2011年 | 中谷仁             | 32   | 楽天         | 巨人         |                         |
| 2011年 | 石井義人           | 33   | 西武         | 巨人         |                         |
| 2011年 | 紺田敏正           | 31   | 巨人         | 日ハム       |                         |
| 2011年 | 小林高也           | 27   | 中日         | 巨人         | 育成                    |
| 2012年 | 星野智樹           | 35   | 西武         | 楽天         |                         |
| 2012年 | 大立恭平           | 25   | 巨人         | ソフトバンク | 育成                    |
| 2012年 | 蕭一傑             | 26   | 阪神         | ソフトバンク | 育成                    |
| 2012年 | 林啓介             | 26   | ロッテ       | 阪神         | 育成                    |
| 2012年 | 柴田亮輔           | 25   | オリックス   | ソフトバンク | 育成                    |
| 2013年 | 金森敬之           | 35   | 愛媛         | ロッテ       | 独立リーグから移籍 育成 |
| 2013年 | 岸敬祐             | 26   | 巨人         | ロッテ       | 育成                    |
| 2013年 | 有馬翔             | 23   | ソフトバンク | 楽天         | 育成                    |
| 2013年 | 松冨倫             | 23   | 巨人         | ソフトバンク | 育成                    |
| 2013年 | 工藤隆人           | 32   | ロッテ       | 中日         |                         |
| 2013年 | 勧野甲輝           | 21   | 楽天         | ソフトバンク | 育成                    |
| 2013年 | 細山田武史         | 27   | DeNA         | ソフトバンク | 育成                    |
| 2014年 | 陳冠宇             | 24   | DeNA         | ロッテ       |                         |
| 2014年 | 北方悠誠           | 20   | DeNA         | ソフトバンク | 育成                    |
| 2014年 | 東野峻             | 28   | オリックス   | DeNA         |                         |
| 2014年 | 梅津智弘           | 31   | 広島         | 楽天         | 育成                    |
| 2014年 | 八木智哉           | 31   | オリックス   | 中日         |                         |
| 2014年 | 佐藤祥万           | 25   | 日ハム       | 広島         |                         |
| 2014年 | 堂上剛裕           | 29   | 中日         | 巨人         |                         |
| 2014年 | 森越祐人           | 26   | 中日         | 阪神         |                         |
| 2014年 | 田中大輔           | 30   | 中日         | オリックス   |                         |
| 2014年 | 井野卓             | 31   | 巨人         | ヤクルト     |                         |
| 2015年 | 山内壮馬           | 30   | 中日         | 楽天         |                         |
| 2015年 | 金伏ウーゴ         | 28   | ヤクルト     | 巨人         | 育成                    |
| 2015年 | 鵜久森淳志         | 30   | 日ハム       | ヤクルト     |                         |
| 2015年 | 白根尚貴           | 22   | ソフトバンク | DeNA         |                         |
| 2016年 | 榎本葵             | 24   | 楽天         | ヤクルト     |                         |
| 2016年 | 柴田講平           | 30   | 阪神         | ロッテ       |                         |
| 2016年 | 久保裕也           | 36   | DeNA         | 楽天         |                         |
| 2017年 | 田代将太郎         | 27   | 西武         | ヤクルト     |                         |
| 2017年 | 山崎憲晴           | 30   | DeNA         | 阪神         |                         |
| 2018年 | 中井大介           | 28   | 巨人         | DeNA         |                         |
| 2018年 | 廖任磊             | 25   | 巨人         | 西武         |                         |
| 2018年 | 山下亜文           | 22   | ソフトバンク | 巨人         | 育成                    |
| 2019年 | 八百板卓丸         | 22   | 楽天         | 巨人         | 育成                    |
| 2019年 | 田中豊樹           | 25   | 日ハム       | 巨人         | 育成                    |
| 2019年 | 森越祐人           | 31   | 阪神         | 西武         | 2回目の合格は初         |
| 2020年 | 宮国椋丞           | 28   | 巨人         | DeNA         | 育成                    |
| 2020年 | 風張蓮             | 27   | ヤクルト     | DeNA         |                         |
| 2020年 | 田城飛翔           | 21   | ソフトバンク | オリックス   | 育成                    |
| 2020年 | 小澤怜史           | 22   | ソフトバンク | ヤクルト     | 育成                    |
| 2020年 | 山下斐紹           | 27   | 楽天         | 中日         | 育成                    |
| 2020年 | 宮台康平           | 25   | 日ハム       | ヤクルト     |                         |
| 2021年 | 古川侑利           | 26   | 巨人         | 日ハム       | 育成                    |
| 2022年 | 三ツ俣大樹         | 30   | 中日         | ヤクルト     |                         |
| 2022年 | 渡邊佑樹           | 26   | 楽天         | ソフトバンク | 育成                    |
| 2022年 | 西巻賢二           | 23   | ロッテ       | DeNA         | 育成                    |
| 2022年 | 上野響平           | 21   | 日ハム       | オリックス   | 育成                    |
| 2023年 | 井口和朋           | 29   | 日ハム       | オリックス   | 育成                    |
| 2023年 | 吉田凌             | 27   | オリックス   | ロッテ       | 育成                    |
| 2024年 | 清宮虎多朗         | 24   | 楽天         | 日ハム       | 育成                    |
| 2024年 | 中村亮太           | 26   | ソフトバンク | ロッテ       | 育成                    |
| 2024年 | 鈴木康平           | 30   | 巨人         | ヤクルト     | 育成                    |